# Międzynarodowy Salon Przemysłu Obronnego

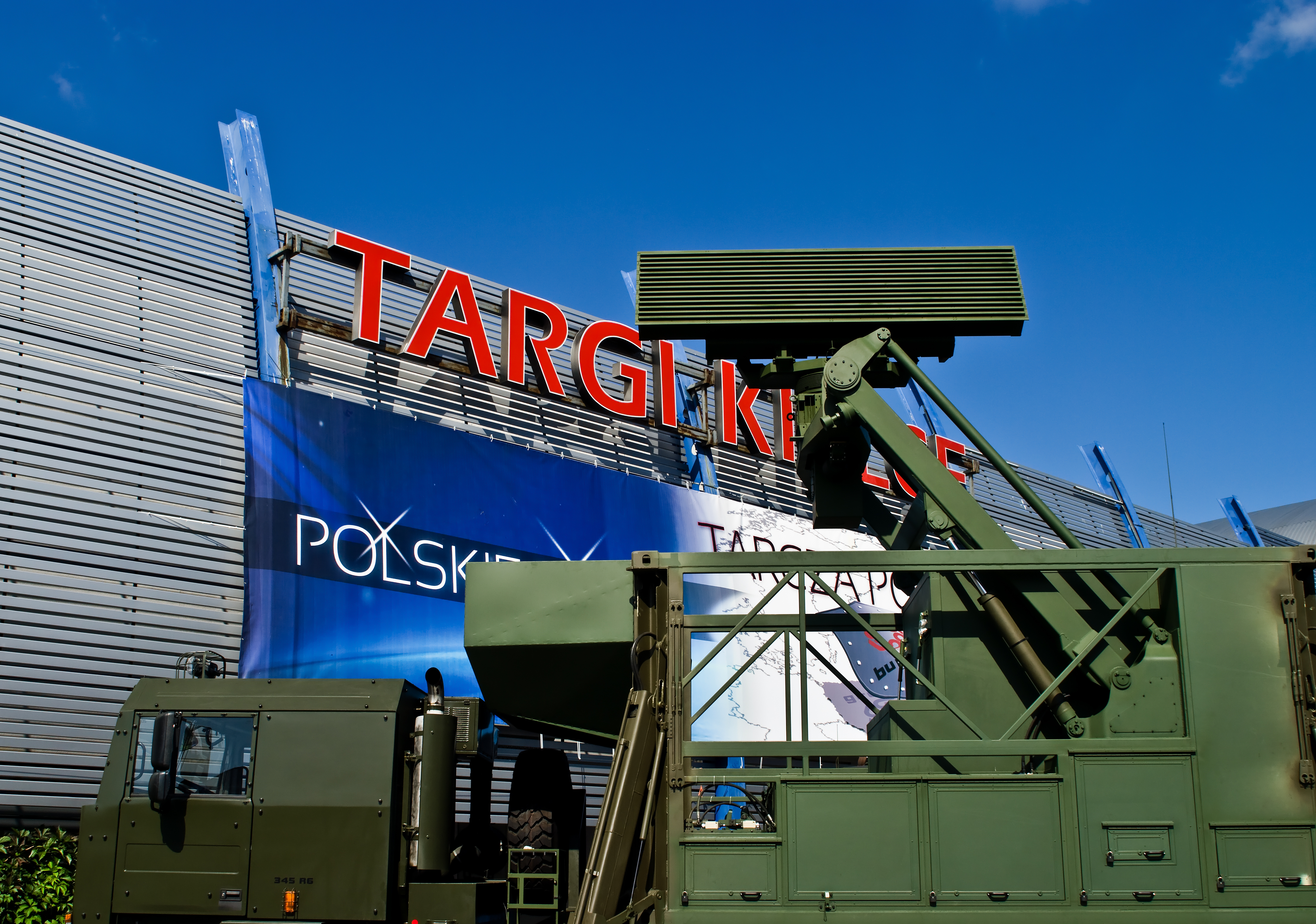
XIX Międzynarodowy Salon Przemysłu Obronnego (6 września 2011)

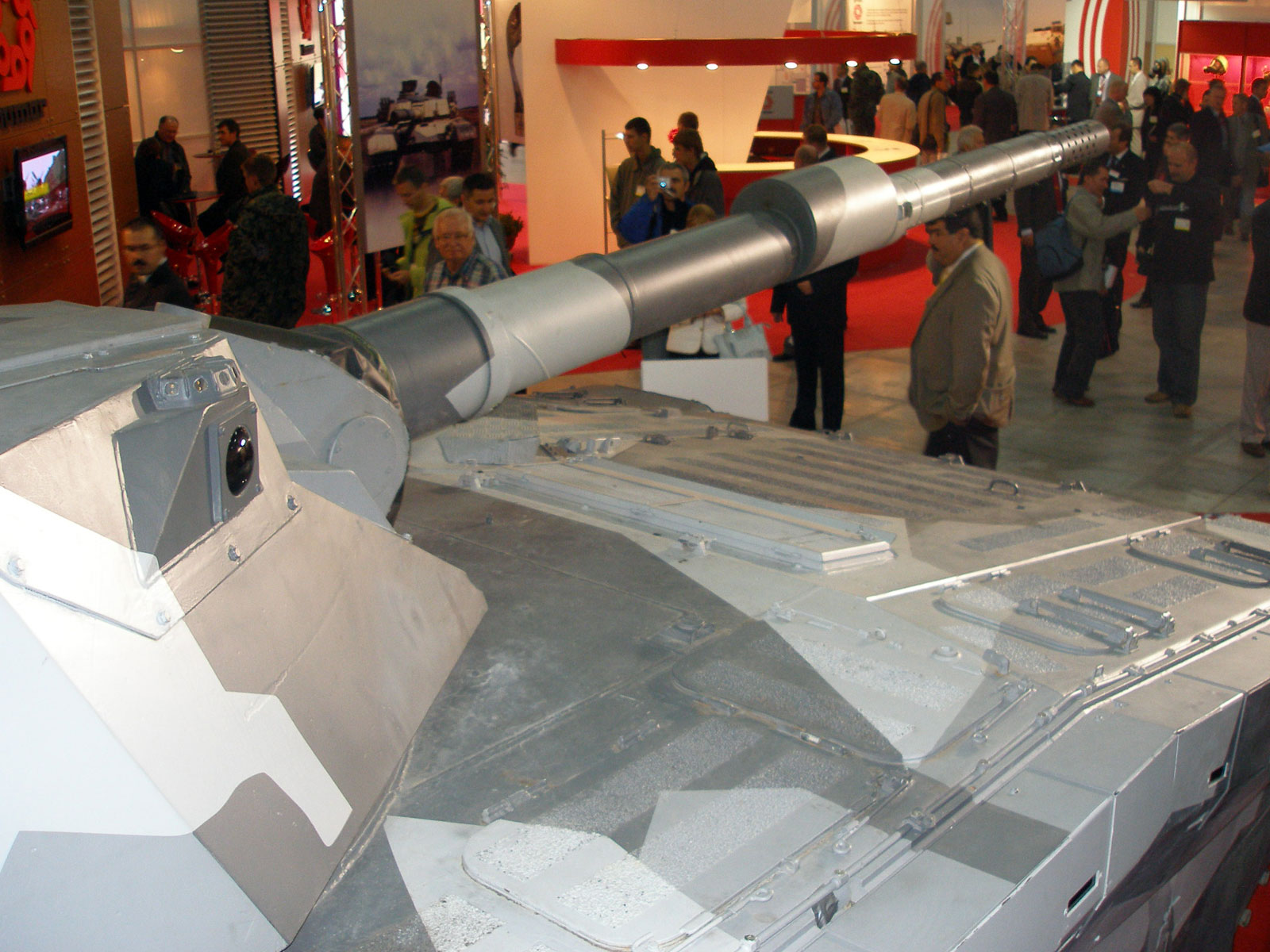
XV Międzynarodowy Salon Przemysłu Obronnego (5 września 2007)

Międzynarodowy Salon Przemysłu Obronnego – jedna z najważniejszych imprez targowych branży obronnej na świecie.

## Historia
Organizowana jest od 1993 corocznie w Kielcach, początkowo przez Świętokrzyską Agencję Rozwoju Regionu, następnie od 2001 przez Targi Kielce. Targi spotykają się z dużym zainteresowaniem ze strony wojskowych specjalistów, wystawców polskich i zagranicznych, instytucji związanych z obronnością kraju. Targi odwiedzane są przez liczną rzeszę specjalistów – kadrę SZ RP, Policji, służb specjalnych RP, przedstawicieli Rady Ministrów, Ministerstwa Obrony Narodowej, Ministerstwa Spraw Wewnętrznych i Administracji, delegacje zagraniczne przedstawicieli wojsk członków NATO i innych sił zbrojnych, attaché wojskowych akredytowanych w Polsce, ambasadorów oraz przedstawicieli instytucji i organizacji związanych z obronnością i bezpieczeństwem państwa. Salon organizowany jest we współpracy z Ministerstwem Obrony Narodowej oraz Polską Grupą Zbrojeniową, która jest jego partnerem strategicznym. Patronat honorowy nad MSPO sprawuje Prezydent RP. Targom towarzyszy od wielu lat Wystawa Sił Zbrojnych RP.
Na MSPO można obejrzeć broń pancerną, broń palną, broń rakietową, materiały wybuchowe, sprzęt wojsk chemicznych, sprzęt obrony powietrznej oraz marynarki wojennej, policji, Straży Granicznej, straży pożarnej, obrony cywilnej, sprzęt transportowy, radioelektroniczny i optoelektroniczny oraz urządzenia metrologiczne.
W czasie MSPO przyznawane są nagrody za najlepsze produkty prezentowane na targach – wręczane są m.in.: Nagroda Prezydenta RP, Nagroda specjalna Ministra, Obrony Narodowej, Nagroda DEFENDER oraz Nagrody i wyróżnienia innych resortów.
Na pierwszym salonie w 1993 roku prezentowano m.in. czołg PT-91 i prototypowe polskie pojazdy opancerzone BWP-40, BWO-40 i MTLB-23M.
Obecnie MSPO jest uważana za trzecie co do wielkości międzynarodowe targi w Europie z branży obronnej (po Eurosatory w Paryżu i DSEI w Londynie).
Liczba wystawców:
- 1993 – 85 z 5 krajów[6]
- 1994 - 160 z 8 krajów
- 1995 - 150 z 11 krajów
- 1996 - 114 z 11 krajów
- 1997 - 172 z 19 krajów
- 1998 - 226 z 23 krajów
- 1999 - 250 z 22 krajów
- 2000 - 260 z 17 krajów
- 2001 - 250 z 21 krajów
- 2002 – 237 z 20 krajów[7]
- 2003 – 272 z 22 krajów[7]
- 2004 – 283 z 22 krajów[7]
- 2005 - 300 z 19 krajów
- 2006 - 344 z 23 krajów
- 2007 – 364 z 21 krajów[8].
- 2008 - 390 z 22 krajów
- 2009 - 365 z 27 krajów
- 2010 - 360 z 25 krajów
- 2011 - 385 z 20 krajów
- 2012 – 396, w tym 146 z zagranicy[9], z 29 krajów[6] (7 hal, 27 166 m² powierzchni wystawowej[9])
- 2013 – 394[10] z 24 krajów
- 2014 - 500 z 27 krajów
- 2015 - 583 z 30 krajów[11]
- 2016 - 614 z 30 krajów
- 2017 - 618 z 27 krajów
- 2018 - 624 z 31 krajów
- 2019 - 610 z 31 krajów
- 2020 - 185 z 15 krajów
- 2021 - 400 z 27 krajów
- 2022 - 613 z 33 krajów (312 polskich)[12]

## Wystawy narodowe
Tradycją MSPO stały się prezentacje potencjału przemysłu obronnego poszczególnych państw. Każdego roku odbywa się wystawa narodowa innego kraju.
- 2004 – Niemcy
- 2005 – Francja (40 firm)
- 2006 – Izrael
- 2007 – Stany Zjednoczone (31 firm, m.in. Lockheed Martin, Boeing, Sikorsky)
- 2008 – Szwecja
- 2009 – Kraje Grupy Wyszehradzkiej
- 2010 – Wielka Brytania
- 2012 – Włochy[9]
- 2013 – Turcja[10]
- 2014 – Francja
- 2015 – Norwegia
- 2016 – Polska
- 2017 – Korea Południowa
- 2018 – Polska
- 2019 – Stany Zjednoczone
- 2020 – Wielka Brytania
- 2021 – Polska
- 2022 – Turcja[12]